# Tremor de Arriba
Tremor de Arriba es una localidad del municipio de Igüeña, en la comarca de El Bierzo, en la provincia de León, Comunidad Autónoma de Castilla y León (España).

## Situación
Se encuentra al NE de Pobladura de las Regueras; al O de Espina de Tremor y al E de Igüeña.
Pueblo minero. Alto Bierzo tiene mina de interior "Pozo Casares"con 100 mineros y dos cielos abiertos.
| 2000 | 2001 | 2002 | 2003 | 2004 | 2005 | 2006 | 2007 | 2008 | 2009 | 2010 | 2011 |
| 729  | 716  | 674  | 642  | 619  | 572  | 549  | 513  | 516  | 501  | 486  | 463  |

## Equipamientos y servicios

### Educación
Tremor de Arriba posee un colegio llamado colegio rural agrupado, CRA Tremor de Arriba, al que también acuden estudiantes de los pueblos cercanos. Este centro ofrece los servicios de educación infantil y primaria, jornada continua, comedor y transporte. Una vez concluidos los estudios de primaria los alumnos suelen continuar sus estudios en Bembibre.

### Sanidad
El sistema sanitario de este pueblo esta gestionado por Sacyl (Sanidad Castilla y León), también, este sistema esta complementado con una farmacia.

### Camposanto
El cementerio de Tremor de Arriba se encuentra en la entrada del pueblo en la carretera que conecta Tremor con Espina de Tremor.
Cuenta con un Puesto Auxiliar de la Guardia Civil, dotado con 3 guardias y un cabo, con atención ciudadana, los miércoles en horario de mañana. Para la atención de cualquier urgencia dirigirse al puesto principal de Bembibre o llamar al 062.

### Otros servicios
- Casa de la Cultura.
- Bibliobús.
- Piscinas.
- Bares.
- Tienda.

## Comunicaciones

### Carreteras
Tremor se encuentra conectado con los pueblos más cercanos, que son Pobladura de las Regueras y Espina de Tremor por la LE-460.

### Autobuses
Para poder ir a Tremor de Arriba en autobús se puede llegar desde Bembibre, cuyo trayecto dura unos 45 minutos y realiza unas 7 paradas. Sale aproximadamente a las 14:30 y la hora estimada de llegada son las 15:15.
También está el trayecto que va desde Tremor de Arriba hacia Bembibre, cuya hora estimada de salida es 7:40 y la de llegada 8:25, también de unos 45 minutos y 7 paradas.

### Helicóptero
Tremor cuenta con un helipuerto situado en una zona alta que hay al lado de las piscinas.

## Arquitectura
Arquitectura muy anárquica donde se pueden apreciar casas antiguas construidas con materiales de la zona (mampostería de piedra, tejados de pizarra y vigas de roble) junto a construcciones en bloques de pisos construidos con ladrillos recubiertos de mortero (construidas a iniciativa de las empresas mineras en los años 60 para alojar trabajadores) y viviendas unifamiliares de diversos tipos y formas.  
- La Iglesia de Tremor de Arriba, situada al lado del río, es la Iglesia de San Juan Bautista. (Construida a mediados del siglo XX)[cita requerida]
- La ermita de San Esteban. (Sobria y de mampostería de piedra)
- Molinos de agua.  Restaurados, utilizados antiguamente para la molienda del centeno y el trigo.[cita requerida]

## Cultura

### Fiestas
- 24 de junio: San Juan.
- 15 de agosto: Romería a la Virgen de La Casa.
- 4 de diciembre: Santa Bárbara, patrona de los mineros.
- 26 de diciembre: San Esteban.
- Quintos (sin fecha fija)

### Gastronomía
Uno de los productos más representativos de esta zona es el Botillo del Bierzo, este, es un producto elaborado con piezas que provienen de despiezar al cerdo, condimentadas y embutidas que posteriormente es ahumado y semi curado.
Otro de los alimentos que en 2002 obtuvo un distinto de calidad es el pimiento asado, convirtiéndose en uno de los alimentos de la gastronomía berciana.
Aparte de la variedad de embutido, también destaca la cecina de León.
Ligado al paisaje y a la cultura, las castañas son otro de los productos típicos.
El vino también ocupa un papel importante de la comarca berciana.

## Ayuntamiento
Tremor de Arriba pertenece al ayuntamiento de Igueña.
- Teléfono: 987519507
- Dirección: Paseo del Catonte, n.º 5.